# Anzor Kiknadze
Anzor Kiknadze (gruzínsky: ანზორ კიკნაძე), (26. březen 1934, Badiauri – 6. září 1977, Tbilisi, Sovětský svaz) byl reprezentant Sovětského svazu v judu a sambu. Byl gruzínské národnosti.

## Sportovní kariéra

### Úspěchy
- bronzová olympijská medaile z roku 1964
- titul mistra Evropy v kategorii bez rozdílu vah
- trojnásobný mistr Evropy mezi amatéry (1962, 1964, 1965)

### Zajímavosti
Koncem 50. let se sambisté v Sovětském svazu začali učit judistická pravidla a poprvé se účastnili mistrovství Evropy v roce 1962. Důvodem bylo zařazení juda na olympijské hry. Kiknadze si na judo rychle zvykl. Gruzínský tradiční zápas, ve kterém byl přeborník, vychází ze stejného principu jako judo – cílem útoku je soupeřovo oblečení. Společně se svými kolegy judo obohatili o celou řadu technik, které tehdejší judistické učebnice neznaly. Všechny nové technické prvky prakticky vycházely z úchopu na zádech.
Kiknadzeho největší slabinou byl věk. S judem začal velmi pozdě a jeho technika byla ovlivněna sambem. Jeho největší předností byl pohyb (tai-sabaki) a podsaditá postava, měl charakteristický buldočí krk. V roce 1964 získal bronzovou olympijskou medaili, ale do dalších her v roce 1972 již nevydržel. Sportovní kariéru ukončil koncem 60. let. Věnoval se trenérské práci až do své smrti v roce 1977. Podle dostupných informací se stal obětí autonehody jako jeho parťák z reprezentace Parnaoz Čikviladze. Bylo mu 42 let.

## Výsledky

### Váhové kategorie
| Olympijské hry     | - | - | 3. | -  | - | -   | -  |
| Mistrovství světa  | - | - | -  | 5. | - | 3.  | -  |
| Mistrovství Evropy | ? | ? | ?  | ?  | ? | dns | 2. |

### Bez omezení (váhy / tech. stupně)
| Turnaj             | 1962 | 1963 | 1964 | 1965 | 1966 | 1967 | 1968 |
| Turnaj             | 28   | 29   | 30   | 31   | 32   | 33   | 34   |
| ------------------ | ---- | ---- | ---- | ---- | ---- | ---- | ---- |
| Mistrovství světa  | -    | -    | -    | 3.   | -    | úč.  | -    |
| Mistrovství Evropy | ?    | ?    | ?    | ?    | 1.   | 2.   | ?    |

## Podrobnější výsledky

### Olympijské hry
| Rok      | Kategorie  |  | skupina A             | skupina A            |  | čtvrtfinále | semifinále          | finále |
| -------- | ---------- |  | --------------------- | -------------------- |  | ----------- | ------------------- | ------ |
| LOH 1964 | těžká váha |  | výhra Herbert Niemann | výhra Job Gouweleeuw |  | volný los   | prohra Isao Inokuma | -      |

### Mistrovství světa
| Rok     | Kategorie  |  | 1/32                | 1/16                     | čtvrtfinále        | semifinále               | opravy              | předfinále       |
| ------- | ---------- |  | ------------------- | ------------------------ | ------------------ | ------------------------ | ------------------- | ---------------- |
| MS 1965 | těžká váha |  | výhra Jorge Saikali | výhra Henri De Wandeleer | výhra Wim Ruska    | prohra Mitsuo Matsunaga  | prohra Doug Rogers  | -                |
| MS 1967 | těžká váha |  | x                   | výhra Lin Či-kuj         | výhra Alfred Meier | prohra Nobujuki Maedžima | výhra José Casemiro | prohra Wim Ruska |

### Mistrovství světa – bez omezení
| Rok     |  | 1/64      | 1/32               | 1/16                    | čtvrtfinále           | semifinále            | opravy                | opravy | opravy              | předfinále          |
| ------- |  | --------- | ------------------ | ----------------------- | --------------------- | --------------------- | --------------------- | ------ | ------------------- | ------------------- |
| MS 1965 |  | volný los | výhra Sydney Hoare | výhra Philippe Wronski  | výhra Richard Walters | prohra Peter Snijders | -                     | -      | výhra Masaharu Kato | prohra Isao Inokuma |
| MS 1967 |  | x         | volný los          | prohra Mitsuo Matsunaga | -                     | -                     | prohra Peter Herrmann | -      | -                   | -                   |